# 马资源
马资源有限公司（简称「MRCB」，MYX：1651）是一个位于马来西亚吉隆坡的建筑施工和地產發展商公司。该公司是马来西亚首都吉隆坡集公共運輸交匯處和中心商务区于一身的吉隆坡中央車站发展商。
马资源在马来西亚商业圈可被视为国有企业，因其百分之38的股份由国有的马来西亚雇员公积金局所拥有。

## 历史
马资源于1968年以霹雳碳化物公司之名创立，当时主要是制造碳化物，并在1971年首次公开募股。1981年将业务转换为产业发展及投资后，把名称改为现名。
自1990年代以来，马资源便和马来亚铁道、Pembinaan Redzai私人公司等财团联营发展建设马来西亚最大型的公共运输交汇处吉隆坡中央车站。
吉隆坡中央车站于2001年4月16日启用，是KTM通勤鐵路、KTM电动列车服务（ETS）、快捷通軌道（轻快铁和单轨）、吉隆坡机场快铁至吉隆坡国际机场和新增的巴生谷双加捷运的换乘车站，日均人流量超过14万。吉隆坡中央车站周围（吉隆坡中环）也是许多马来西亚企业的总部所在地，其中有马友乃德集团、联昌国际银行和亚通。吉隆坡中环同时也是许多跨国知名企业公司如荷兰皇家壳牌和通用电气在马来西亚的总部。截至2015年，吉隆坡中环除两个为未来发展准备的地段之外已悉数发展。
包括9士布爹和士马勒城在内，马资源在吉隆坡市内也开发了不少城镇项目。近年来，马资源也进行着数项大型发展计划，如马来西亚半岛北部都市槟城未来的公共交通交汇处槟城中环广场、吉隆坡卫星市八打灵再也集住宅和商业发展的八打灵再也中环，和马来西亚最大的体育场武吉加里尔国家体育场的翻修工程等。
马资源同时也是位于巴生谷，占地2,330英亩的桂莎白沙罗建城计划的合資公司之一，而该镇发展项目为马资源的大股东－马来西亚雇员公积金局所拥有。